# António Carvalho da Silva Porto
António Carvalho da Silva Porto (znany pod pseudonimem Silva Porto) (ur. 11 listopada 1850 w Porto, zm. 11 czerwca 1893 w Lizbonie) – portugalski malarz i pedagog, naturalista.
Studiował początkowo na Akademii Sztuk Pięknych w Porto (Academia Portuense de Belas Artes), naukę kontynuował w Paryżu (1876-1877) i we Włoszech (1879). W Paryżu mieszkał z malarzem João Marquesem de Oliveira. Po powrocie do Portugalii został nauczycielem pejzażu w Akademii lizbońskiej.
Na twórczość Silva Porto największy wpływ miał pobyt w Paryżu, gdzie studiował pod kierunkiem przedstawiciela akademizmu Alexandre Cabanela. Artysta przyjął jednak założenia szkoły z Barbizon i malował przede wszystkim pełne światła i kolorów pejzaże inspirowane naturą. Największy wpływ mieli na niego Jean-Baptiste Camille Corot i Charles-François Daubigny. Po powrocie do ojczyzny artysta przeniósł sposób malowania barbizończyków na grunt portugalski. Był członkiem stowarzyszenia artystycznego Grupo do Leão obok takich twórców jak José Malhoa, João Vaz, Cesário Verde oraz braci Columbano i Rafaela Bordalo Pinheiro.
Silva Porto zmarł przedwcześnie w wyniku zapalenia wyrostka robaczkowego. Jego prace są wystawiane w Museu do Chiado w Lizbonie i Museu Nacional Soares dos Reis w Porto. Obecnie uważany jest za prekursora naturalizmu w Portugalii.